# Amauronematus nuorbinjargi
Amauronematus nuorbinjargi är en stekelart som beskrevs av Saarinen 1949. Amauronematus nuorbinjargi ingår i släktet Amauronematus, och familjen bladsteklar. Arten är reproducerande i Sverige.